# 崌州
崌州，唐朝时设置的州。
贞观元年（627年）以党项部落置，治所在江源县（今四川省松潘县北）。属松州都督府。后地入吐蕃，州废。辖县二：江源县、落稽县。 